# Гордієвський Іван
о. Іван Гордієвський (13 березня 1854, Доброполе — 14 липня 1927, Станиславів, нині Івано-Франківськ) — український греко-католицький священник, громадський та освітній діяч, благодійник. Митрат, почесний крилошанин, перший місцедекан Скальського деканату.
Учасник Українських визвольних змагань, депутат Станиславівської повітової ради ЗУНР.

## Життєпис
Іван Гордієвський народився 13 березня 1854 року в селі Доброполі (коронний край Королівство Галичини та Володимирії Австрійської імперії, нині Чортківського району Тернопільської области, Україна) в родині вчителя народних шкіл.
У 1879 році закінчив Львівський університет імені Франца І (нині — Львівський національний університет імені Івана Франка) і був рукопокладений на священника Української греко-католицької церкви. Служив на парафіях: Калуш (1879–1880), Ягільниця поблизу Чорткова (1880–1881), Львів (1881–1883), Шманьківці поблизу Чорткова (1883–1909).
Скальський віцедекан у 1888–1909 роках (перший місцедекан, зокрема, в 1909 році). Став митратом, архипресвітером капітули, радником консисторії, настоятелем катедри у Станиславові (нині собор Святого Воскресіння в Івано-Франківську).
У 1907 році кандидував у посли до австрійського парламенту (Райхсрату), однак не був обраний. Член окружної шкільної ради, організатор захоронок, бурс. Член повітової ради
Після початку наступу з Карпат австрійського війська під час Першої світової війни російська влада, побоюючись можливих саботажів, почала брати заручників з-поміж цивільних людей. Виконуючи цей наказ, станиславівський повітовий управитель наказав заарештувати кілька десятків свідомих українців, серед яких були д-р Іван Дем'янчук, о. Іван Гордієвський (арешт у січні 1915 року), судовий радник Клим Кульчицький, лікар Володимир Янович, директор гімназії д-р Микола Сабат. Спочатку заарештованих тримали у станиславівській тюрмі «Діброва». Коли фронт наблизився до міста, то, на думку Івана Драбчука всіх заручників вивезли до Львова. Руслан Делятинський стверджує, що в 1915 році о. Івана (також о. Єремію Івана Ломницького ЧСВВ) вивезли до Симбірська, звідки він повернувся до Станиславова в 1917 році.
Відомий як філантроп, багато займався благодійною діяльністю (наприклад, у 1920 році обраний до складу управи Товариства «Український фонд воєнних вдів і сиріт» у Львові), допомагаючи бідним.
Він заснував у Шманьківцях братство тверезости, касу ощадности, крамницю мішаних товарів і збудував дім для читальні «Просвіта» та інших установ.
Був головою читальні товариства «Просвіта» у с. Стросівці. Брав участь в українському національно-визвольному русі. Після утворення ЗУНР увійшов до складу Станиславівської повітової ради. Польська влада обмежила його право переміщатися («конфінувала») в 1919 році.
Помер 14 липня 1927 року в Станиславові, де й був похований на місцевому цвинтарі. Як і щороку, у суботу перед Зеленими Святами 1932 року в Станиславові відбулися заходи з вшанування пам'яти полеглих за український народ. Зокрема, у місцевій катедрі Службу Божу відправив вояк Української галицької армії (став інвалідом на війні), о. катехит Коновалець. Пізніше відбулися панахиди на могилах д-ра Яновича, Дениса Січинського, фундаторок товариства «Рідна Школа», митрата о. Гордієвського.. Міський цвинтар в Івано-Франківську зруйнували за радянської влади (нині тут — Івано-Франківський меморіальний сквер), могила знищена.

### Родина
Був удівцем принаймні станом на 1898 рік.
Брат — о. Порфирій Гордієвський (1857—1940) — український греко-католицький священник. Рукопокладений у 1889 році. Служив священником у селах: Шульганівка в околиці Чорткова (1889–1890, 1896–1898), Росохач в околиці Чорткова (1890–1891), невідомо (1891–1892), Устечко в околиці Заліщиків (1892–1894), Рожнів в околиці Снятина (1894–1896), Свидова/Мухавка в околиці Чорткова (1898—1905), Стрільче в околиці Городенки (1905–1909), Шманьківці в околиці Чорткова (1909–1938).
Дружина — Михайлина, дочка — Олена (у шлюбі Гаврилко).
Помер у 1940 році в селі Шманьківцях Чортківського району Тернопільської области. Похований разом з дружиною в Богослужбовій каплиці (побудована за час його служіння), розташованій на території сільського цвинтаря в Шманьківцях. Поруч з каплицею є могила онуки Любові.